# 拉卜楞寺喜金刚学院
喜金刚学院是中国拉卜楞寺的密宗学院之一。主要研究喜金刚的生起和圆满次第之道，兼修天文、厉算、藏文文法、正草书法、音乐、护法舞蹈、彩砂绘制坛城等。
学院分初级、中级、高级三个班。从春季学期开始到秋季学期末，由吉哇向本学院僧众讲述《喜金刚经注解》。每年农历二月十七日至二十一日经考试录取“俄然巴”一人。

## 参見
- 拉卜楞寺